# Herbert Häber

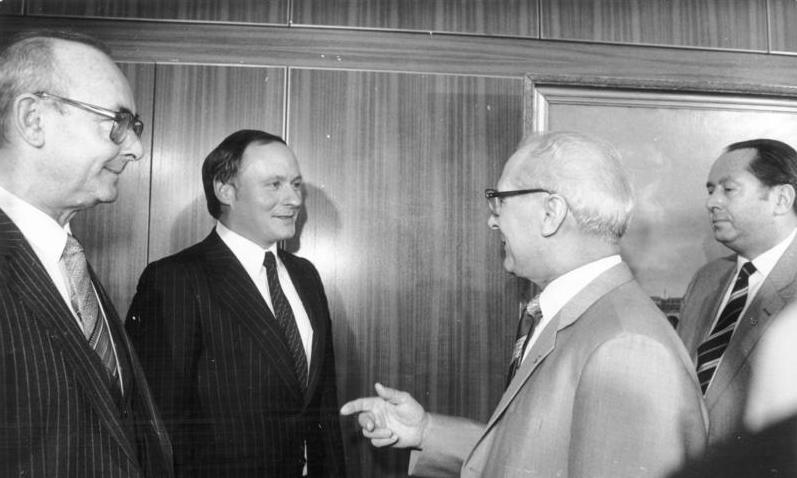
Herbert Häber (rechts) mit Erich Honecker, Oskar Lafontaine und Norbert Engel in Berlin (1982)

Herbert Häber (* 15. November 1930 in Zwickau; † 10. April 2020 in Berlin) war ein Politiker der DDR und Mitglied des Politbüros des Zentralkomitees der SED der DDR.

## Leben und Wirken
Herbert Häber wurde in eine Arbeiterfamilie hineingeboren.
1945 war er Hilfsarbeiter im Metallwerk Zwickau. 1946 trat Häber der FDJ und der SED bei. Er war von 1947 bis 1949 Mitglied des FDJ-Kreisverbandes und der SED-Kreisleitung Zwickau sowie Korrespondent des Sowjetischen Nachrichtenbüros und des Allgemeinen Deutschen Nachrichtendienstes. 1949 absolvierte er ein Studium an der Landesparteischule und war danach Parteiinstrukteur und Sektorenleiter in der Abteilung Presse und Rundfunk beim Zentralkomitee der SED.
1951 gelangte Häber, zu diesem Zeitpunkt gerade 20 Jahre alt, nach Berlin. Er arbeitete bis Ende 1952 als politischer Mitarbeiter der Westkommission beim SED-Politbüro und übernahm Anfang 1953 die Leitung des Sektors für gesamtdeutsche Fragen in der Abteilung Presse und Rundfunk des SED-Zentralkomitees.
Von 1954 bis 1955 studierte er an der Parteihochschule der KPdSU in Moskau. Danach war er bis 1960 Sektorenleiter und bis 1965 als Leiter der Westkommission hauptamtlicher Mitarbeiter des Politbüros des ZK der SED. Von Juni bis November 1965 war er stellvertretender Leiter der Westabteilung des ZK der SED und bis 1971 Stellvertreter des Staatssekretärs für gesamtdeutsche Fragen.
Von 1971 bis 1973 amtierte er als Direktor des neu geschaffenen Instituts für Internationale Politik und Wirtschaft (IPW). 1973 bis 1985 war er Leiter der Westabteilung beziehungsweise der dann umbenannten Abteilung Internationale Politik und Wirtschaft beim ZK der SED. 1976 bis 1978 war er Kandidat, bis 1986 Mitglied des ZK und von 1984 bis 1985 Mitglied des Politbüros und Sekretär des ZK der SED.
Häber erhielt 1964 den Vaterländischen Verdienstorden in Bronze, 1966 in Silber und 1980 in Gold sowie 1970 den Orden Banner der Arbeit.
Häber und Philipp Jenninger unterstützten 1982/1983 das geheime deutsch-deutsche Kreditprojekt „Zürcher Modell“, das jedoch nicht realisiert wurde, weil Erich Honecker und Helmut Kohl den auf der „Südschiene“ zwischen Franz Josef Strauß und Alexander Schalck-Golodkowski ausgehandelten Milliardenkredit unterstützten.
Häber hatte als Leiter der Westabteilung des ZK der SED enge Kontakte zu Politikern der Bundesrepublik aufgebaut. Er galt dort als Brückenbauer, mit dem man "reden" konnte. Die Dialogpolitik Honeckers und der Wunsch nach engerer Zusammenarbeit der DDR mit der Bundesrepublik machten ihn damit zum idealen Fürsprecher von Honeckers Westpolitik im Politbüro. Dessen Politik des deutsch-deutschen Dialoges stieß aber in der Sowjetunion und besonders bei Tschernenko und Ustinow auf deutlichen Widerstand.

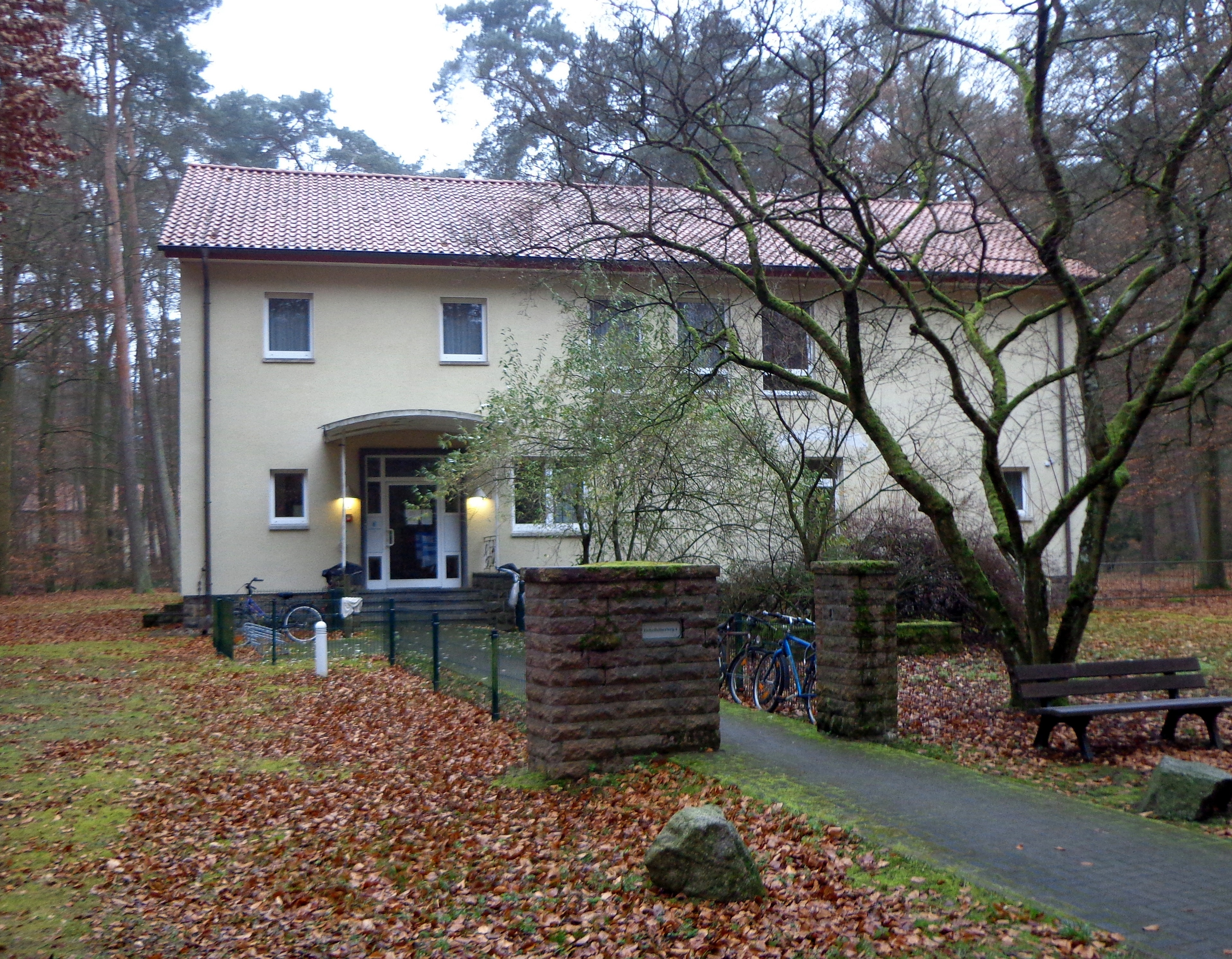
Waldsiedlung Wandlitz, das einst von Häber und Albert Norden bewohnte „Haus 17“

Honecker forcierte im Frühsommer 1984 seine Pläne eines von Moskau allerdings schon einmal abgelehnten Staatsbesuches in der Bundesrepublik. Häber sollte den Besuch vorbereiten. Um Honecker von seinen Reiseplänen abzubringen, bestellte ihn der Generalsekretär der KPdSU Tschernenko nach Moskau. Honecker wollte bei diesem Treffen Tschernenko allerdings von der Notwendigkeit eines solchen Besuches überzeugen. „Schreib mal alle Gründe auf, weshalb eine Reise nach Bonn unbedingt sein muss“, sagte er zu Häber, der offen für eine Koalition der Vernunft zwischen beiden deutschen Staaten warb und daraufhin ein Grundsatzpapier verfasste.
Honecker musste seine geplante Reise in die Bundesrepublik absagen.
„Die versteckte Drohung Tschernenkos, ein Abweichen von der bisherigen Rolle der SED als Gefolgschaft der KPdSU könne auch Konsequenzen für Honecker persönlich haben, veranlasste diesen, nach einem Sündenbock zu suchen. Er fand ihn schnell in Herbert Häber.“
Im Jahr 1985 wurde Herbert Häber Opfer einer gegen ihn und seine politische Zielsetzung gerichteten Intrige. Darin verbanden sich die von Tschernenko und Ustinow verkörperten Großmachtinteressen mit dem politischen Selbsterhaltungstrieb von Honecker, der Häber bis zum 17. August 1985 vertraut und unterstützt hatte. Hinzu kam, dass sich nicht nur die „Moskau-Fraktion“ im Politbüro gegen Häber wandte, sondern sich auch die anderen Mitglieder des SED-Führungsgremiums nicht gegen seinen statutenwidrigen Ausschluss zur Wehr setzten.
Häber wurde politisch isoliert. Er erlitt einen Nervenzusammenbruch und wurde am 18. August 1985 in das Regierungskrankenhaus in Berlin-Buch eingeliefert, wo ihm Honecker am 16. September das Rücktrittsgesuch „aus gesundheitlichen Gründen“ diktierte. Das ZK der SED entließ ihn am 22. November 1985 „auf eigenen Wunsch“ aus dem Politbüro.
Die angegebene Begründung für seine Abwahl wurde in Ost wie West von Anfang an bezweifelt.
Bis zum 18. März 1986 wurde Häber dann im Fachklinikum Bernburg für Psychiatrie untergebracht. Danach war er bis 1989 Mitarbeiter bei der Akademie für Gesellschaftswissenschaften beim ZK der SED.
1997 und 1998 äußerte sich Herbert Häber im Rahmen von verschiedenen wissenschaftlichen Veranstaltungen bzw. gegenüber Pressevertretern zu seiner Rolle als hochrangiger Parteifunktionär. Er thematisierte dabei immer wieder die Umstände seines auf sowjetischen Druck – und unter direkter und persönlicher Beteiligung von Erich Honecker und Erich Mielke – erzwungenen Ausscheidens aus dem politischen Leben. Er schlug einen Bogen vom Moskauer Geheimgipfel zwischen KPdSU-Generalsekretär Konstantin Tschernenko und SED-Chef Erich Honecker am 17. August 1984, zu dem Häber mit einer umfangreichen schriftlichen Ausarbeitung Koalition der Vernunft die inhaltliche Vorbereitung für den SED-Generalsekretär geleistet hatte, bis zu seiner Abwahl aus dem SED-Politbüro und der Einweisung in eine Station des Bezirkskrankenhauses für Psychiatrie in Bernburg Anfang Januar 1986.
Häber lebte zuletzt in Berlin-Köpenick. Er starb im April 2020 im Alter von 89 Jahren in Berlin.

## Prozesse nach der Wiedervereinigung
Häber beschäftigte nach der deutschen Wiedervereinigung mehr als neun Jahre lang die Justiz: Von der Einleitung des Verfahrens durch die zur Verfolgung von DDR-Regierungskriminalität beim Landgericht Berlin zuständige Staatsanwaltschaft II im Januar 1995 bis zum Urteil der 40. Großen Strafkammer des Berliner Landgerichts vom 11. Mai 2004. Dazwischen liegen das freisprechende Urteil der 32. Großen Strafkammer des Berliner Landgerichts im zweiten Politbüro-Prozess vom 7. Juli 2000 – gegen das die Staatsanwaltschaft (im Fall Häber nicht jedoch die Nebenklägerin) Revision eingelegt hatte – und das Urteil des Bundesgerichtshofs (BGH) in dieser Sache vom 6. November 2002. Im zweiten Politbüro-Prozess musste sich Herbert Häber zusammen mit den Politbüromitgliedern Siegfried Lorenz und Hans-Joachim Böhme wegen Totschlags durch Unterlassen verantworten. Der 5. (Leipziger) Strafsenat des Bundesgerichtshofs hatte das Urteil des Landgerichts Berlin aufgehoben und die Sache zur neuen Verhandlung und Entscheidung an eine andere Strafkammer des Landgerichts zurückverwiesen. Diese, die 40. Große Strafkammer, trennte am 25. März 2004 das Verfahren gegen Häber, dessen Fall im zweiten Politbüro-Prozess nicht zuletzt wegen der Stellungnahmen vieler Zeitzeugen – vor allem bundesdeutscher Politiker, Historiker und politischer Beobachter – von Anfang an anders beurteilt wurde als der der beiden Angeklagten, ab und brachte es an drei Verhandlungstagen mit dem eingangs zitierten überraschenden Urteil zum Abschluss.
Am 11. Mai 2004 wurde Häber vom Landgericht Berlin wegen der Anstiftung zum dreifachen Mord schuldig gesprochen. Der Angeklagte sei als Mitglied des Politbüros des Zentralkomitees der SED (mit-)verantwortlich für den Tod von drei an der früheren innerdeutschen Grenze erschossenen Menschen, so das Gericht. Von einer Bestrafung Häbers wurde aber abgesehen, da sich der Angeklagte bereits während der Zugehörigkeit zur politischen Führung der DDR für eine Mäßigung des Grenzregimes eingesetzt habe und daraus für ihn erhebliche, auch persönliche Nachteile entstanden seien.
Im Jahr 2004 schrieb der FAZ-Korrespondent Peter Jochen Winters über Häber: „Herbert Häber war seit den fünfziger/sechziger Jahren einer der kundigsten »Westexperten« der DDR. Über Jahrzehnte knüpfte er auf zahlreichen Reisen in die Bundesrepublik persönliche Kontakte zu führenden Politikern aller Bundestagsparteien. Sie schätzten ihn als sachkundigen, undogmatischen und offenen Gesprächspartner und sahen in ihm den Verfechter einer im Interesse der Menschen auf Zusammenarbeit der beiden Staaten gerichteten Politik … Honecker machte Häber am 24. Mai 1984, ohne dass dieser wie üblich Kandidat des Politbüros gewesen war, völlig überraschend zum Mitglied des SED-Politbüros und Sekretär des ZK und damit zu seinem bevorzugten Ideenlieferanten, was in Bonn lebhaft begrüßt wurde.“

## Medien
- Paul Kohl: Der Fall Herbert Häber. Vom Politbüro in die Psychiatrie. Feature. Regie: Holger Jackisch (Produktion: MDR/DLF/RBB 1999).
- Ferdinand Kroh: Vom Politbüro ins Irrenhaus. Der Fall Herbert Häber. NDR/ARD, 2004